# Vũ Thị Trang
Vũ Thị Trang (* 19 de maig de 1992) és una esportista vietnamita que competeix en bàdminton en la categoria individual.